# Arta postmodernă
Arta postmodernă se referă la un ansamblu de curente artistice menite să se opună anumitor forme de modernism , sau altor diverse forme ale aceluiași curent, care au apărut și s-au dezvoltat mai târziu. În general, curente precum intermedia, instalația (de artă), arta conceptuală și opere multimedia, care implică mai ales clipuri video, sunt considerate postmoderne. 
Există numeroase caracteristici care îi conferă artei caracterul postmodern; acestea includ bricolajul, folosirea ostentativă a textului ca element artistic central, colajul, simplificarea, aproprierea, arta interpretativă, refolosirea unor vechi stiluri și teme într-un context modern, precum și eliminarea barierei distinctive dintre artele frumoase și artele înalte și celei dintre arta de masă și cultura populară.

## Utilizarea termenului
Termenul predominant pentru artă, apărut încă din anii 1950, este cel de „ artă contemporană ”. Nu toate artele catalogate drept artă contemporană sunt postmoderne; într-o accepțiune mai largă, noțiunea de artă contemporană îi înglobează atât pe artiștii care continuă să lucreze în tradiții moderniste și moderniste târzii, cât și pe cei care resping postmodernismul din alte motive. Arthur Danto susține că termenul „contemporan” desemnează o categorie mai largă a mișcării contemporane, iar creațiile postmoderne reprezintă o „subcategorie” a acesteia.  Unii artiști postmoderniști s-au distanțat considerabil de ideile artei moderne și nu există un consens referitor la diferențierea dintre „modernism-târziu” și „postmodernism”. Ideile respinse de estetica modernă au fost restabilite. În pictură, postmodernismul a reintrodus reprezentarea.  Unii critici susțin că mare parte din arta „postmodernă” actuală, cum este cea aparținând avangardismului târziu, ar trebui să fie încă clasificată ca artă modernă. 
Pe lângă descrierea anumitor tendințe ale artei contemporane, termenul de „postmodern” a mai fost folosit și pentru a denumi o etapă a artei moderne. Apărătorii modernismului, cum ar fi Clement Greenberg,  precum și oponenții radicali ai acestui curent, cum ar fi Félix Guattari, care îl numesc „ultima suflare  ” a modernismului, au împărtășit aceeași opinie. Neoconservatorul Hilton Kramer definește postmodernismul ca „o creație a modernismului indolent, care nu mai avea ce să arate”.   În studiul său despre Fredric Jameson, Jean-François Lyotard ajunge la concluzia că nu există o etapă postmodernă care se distinge în întregime de perioada modernismului înalt; însă, nemulțumirea postmodernă, cu privire la diverse aspecte ale stilurilor modernismului înalt, este legată de experimentarea acestui tip de modernism, care duce la apariția unor noi forme de modernism.  Jean-François Lyotard este un filozof important al postmodernismului, în cadrul esteticii și artei. 
Mulți critici susțin că arta postmodernă rezultă din arta modernă. Perioadele asociate cu  tranziția de la modern la postmodern includ Europa anului 1914,  și America anilor 1962  sau 1968  . James Elkins, comentând pe marginea dezbaterilor despre perioada exactă a tranziției de la modernism la postmodernism, le compară cu dezbaterile din anii 1960 despre perioada exactă a manierismului, care încercau să stabilească dacă acesta începe imediat după Renașterea Deplină sau mai târziu, în același secol. El remarcă faptul că au loc tot timpul dezbateri cu privire la curentele artistice și perioadele în care se nasc, dar asta nu înseamnă că ele nu sunt importante.  Perioada artei postmoderne s-a încheiat la sfârșitul anilor 1980, când cuvântul postmodernism și-a pierdut o mare parte din rezonanța esențială, iar practicile artistice au început să facă trimitere la impactul globalizării și al noilor mijloace media asupra omenirii. 
Jean Baudrillard a adus contribuții teoretice semnficiative cu privire la arta de inspirație postmodernă, evidențiind posibilitățile unor noi forme de creativitate.  Artistul Peter Halley descrie culorile sale fosforescente drept „hiperrealizare a culorii reale” și îl recunoaște pe Baudrillard ca influență.  Baudrillard însuși, din 1984, era destul de consecvent în viziunea sa despre arta contemporană, în special despre arta postmodernă, pe care o considera inferioară artei moderne din perioada de după cel de-al Doilea Război Mondial, în timp ce Jean-François Lyotard lăuda pictura contemporană și afirma că se trage din arta modernă.  Artistele importante ale secolului XX se identifică cu arta postmodernă, deoarece mare parte din expresia teoretică a lucrărilor lor își are originea în psihanaliza franceză și în teoria feministă, care este puternic legată de filosofia postmodernă. 
Filozoful marxist american Fredric Jameson susține că condiția vieții și producția se vor reflecta în toate activitățile, inclusiv în crearea artei. 
Există unele critici cu privire la folosirea termenului de „postmodern”. Kirk Varnedoe, de exemplu, a afirmat că nu există postmodernism și că posibilitățile modernismului nu au fost încă epuizate.  Cu toate că folosirea termenului pentru a rezuma activitatea anumitor „școli” postbelice, care folosesc materiale oarecum specifice și tehnici generice, a devenit convențională începând de la mijlocul anilor 1980, bazele teoretice ale postmodernismului ca divizare epocală sau epistemică sunt încă foarte controversate. 

## Definirea artei postmoderne
Postmodernismul descrie atât mișcările care decurg din tendințele modernismului , cât și pe cele care se manifestă împotriva acestora sau le resping cu totul. Referințele generale pentru tendințele specifice ale modernismului sunt claritatea formei, specificitatea mediului, arta de dragul artei, autenticitatea, universalitatea, originalitatea și tendința revoluționară sau reacționară care, de exemplu, sunt întâlnite în avangardă. Cu toate acestea, paradoxul este probabil cea mai importantă idee modernistă împotriva căreia protestează postmodernismul. Paradoxul a fost  elementul central al proiectului modernist întreprins de Manet. Violarea principiilor artei reprezentative de către Manet a scos în evidență presupusa exclusivitate reciprocă a realității și a reprezentării, a designului și reprezentării, a abstractizării și realității etc. Încorporarea paradoxului în artă a constituit un stimulent puternic pentru Manet, dar și pentru conceptualiști. 
Statutul avangardei este controversat: multe instituții susțin că sunt vizionare, orientate spre viitor, de ultimă generație, progresive și sunt cruciale pentru misiunea artei în prezent, de aceea arta postmodernă contrazice valoarea „artei vremurilor noastre”. Postmodernismul respinge noțiunea de avansare sau progres propriu-zis în artă și își propune astfel să răstoarne „mitul avangardei”. Rosalind Krauss s-a numărat printre enunțătorii importanți ai părerii că perioada avangardismului s-a terminat și că noua eră artistică este postliberală și postmodernă.  Griselda Pollock a analizat și a comparat avangarda și arta modernă într-o serie de cărți-fenomen, trecând în revistă arta modernă și redefinind arta postmodernă.   
Una dintre caracteristicile artei postmoderne este combinarea culturii înalte cu cea de masă, prin utilizarea materialelor industriale și a imageriei culturii populare. Modernismul a constat și în folosirea unor forme de artă pentru mase, așa cum atestă expoziția High and Low: Popular Culture and Modern Art, organizată de Kirk Varnedoe și Adam Gopnik, în anii 1990-1991, la Muzeul de Artă Modernă, din New York,  o expoziție care, la vremea respectivă, a fost considerată de toată lumea ca fiind singurul eveniment care îi putea face pe Douglas Crimp și Hilton Kramer să=și unească vocile pentru a-și arăta disprețul. Arta postmodernă se remarcă prin modul în care estompează distincțiile dintre ceea ce este perceput ca artă frumoasă sau înaltă și ceea ce este în general văzut ca artă a maselor sau kitsch.  Chiar dacă conceptul de „murdărire” sau de „contopire” a artei înalte cu arta maselor a fost pus în practică în timpul modernismului, acesta a fost adoptat pe deplin abia în era postmodernă.  Postmodernismul a introdus în contextul său artistic elemente de comercialism, kitsch și, în general, elemente din estetica spiritului "camp", definit ca un amestec de "artificiu și exagerare"; postmodernismul se inspiră din stilurile din trecut, precum goticismul, renașterea și barocul , pe care le amestecă astfel încât să aibă o altă întrebuințare decât cea avută în curentele de origine. Astfel de elemente sunt definitorii pentru arta postmodernă. 
Fredric Jameson sugerează că lucrările postmoderne abjură orice pretenție de spontaneitate și caracter direct al expresiei, dând dovadă, în schimb, de pastișă și discontinuitate. Charles Harrison și Paul Wood contrazic această opinie în lucrarea lor „Art and Language”, afirmând că pastișa și discontinuitatea sunt specifice artei moderne și sunt utilizate în mod eficient de artiști moderni precum Manet și Picasso . 
Pe scurt, postmodernismul respinge metanarațiunile direcției artistice ale modernismului, eradicând granițele dintre formele de artă înaltă și cele de artă de masă și distrugând convențiile genului prin introducerea unor tehnici precum coliziunea, colajul și fragmentarea. Arta postmodernă susține că toate atitudinile sunt instabile și nesincere și, prin urmare, ironia, parodia și umorul sunt singurele poziții pe care critica sau revizuirea nu le poate răsturna. „Pluralismul și diversitatea” sunt alte două caracteristici definitorii ale postmodernismului. 

## Precursorii avangardiști
Activismul susținut și tendințele considerate influente și potențial precursoare ale postmodernismului au apărut în preajma Primului Război Mondial și mai ales după război. Odată cu începerea folosirii de artefacte industriale în artă și de tehnici precum colajul, mișcările de avangardă precum cubismul, dadaismul și suprarealismul au pus sub semnul întrebării natura și valoarea artei. Noile forme de artă, cum ar fi cinematografia și tehnica reproducerii, au fost un factor determinant în crearea operelor de artă. Momentul declanșator pentru definirea modernismului îl constituie apariția eseului lui Clement Greenberg, intitulat  Avant-Garde and Kitsch, publicat pentru prima dată în Partisan Review în 1939, care promovează avangarda în detrimentul culturii populare.  Mai târziu, Peter Bürger avea să facă o distincție între avangardă istorică și modernism, iar critici precum Krauss, Huyssen și Douglas Crimp, urmând exemplul lui Bürger, au identificat avangarda istorică drept un precursor al postmodernismului. Krauss, de exemplu, descrie utilizarea colajului de către Pablo Picasso ca o practică de avangardă care anticipează apariția artei postmoderne, cu accentul său pe limbaj în detrimentul autobiografiei.  Un alt aspect este acela că artiștii avangardiști și cei moderniști au folosit strategii similare și că  postmoderniștii au respins strategiile ambelor curente.  

### Dada

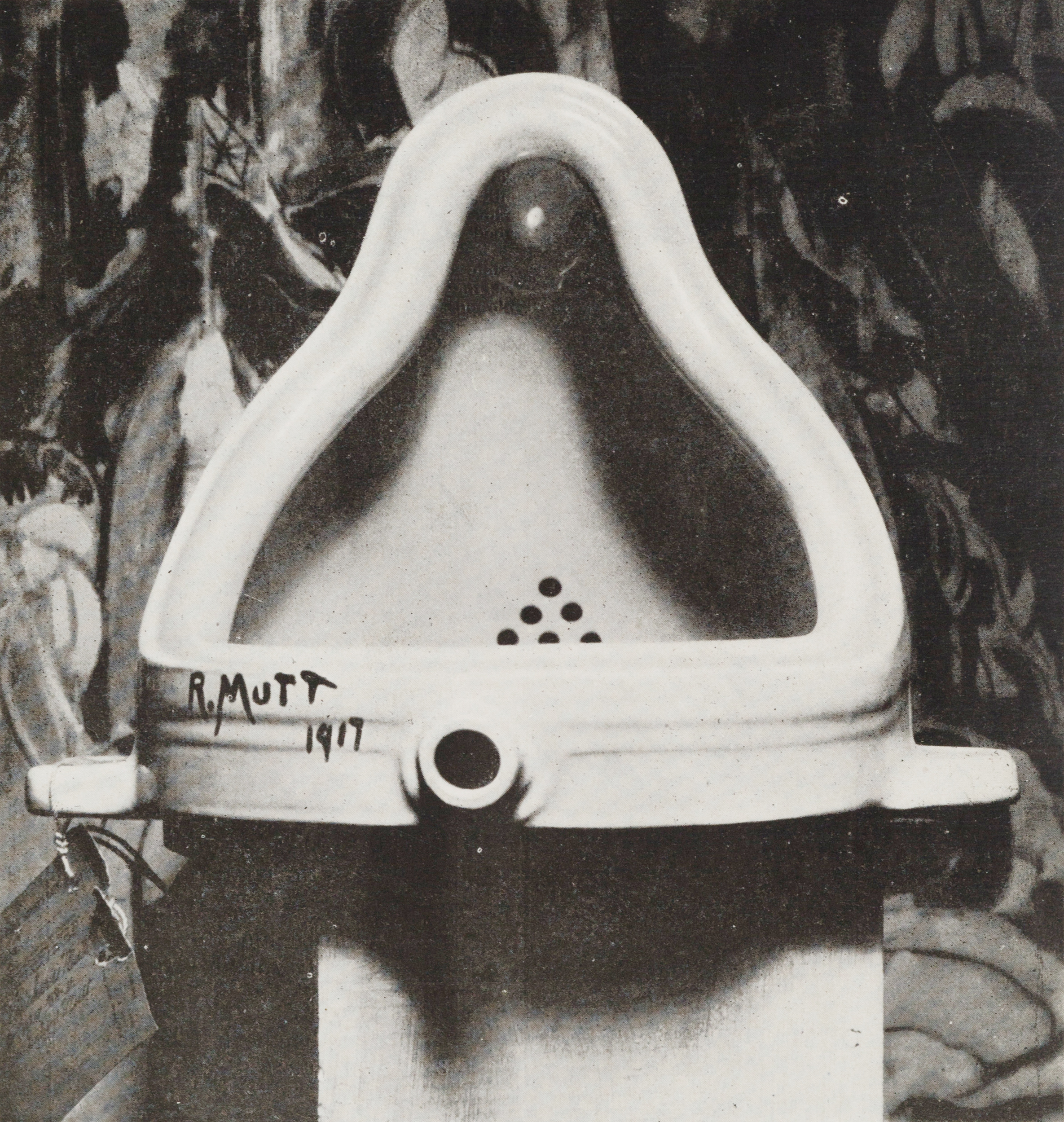
Marcel Duchamp, Fountain (Fântână), 1917. Fotografie de Alfred Stieglitz

La începutul secolului XX, Marcel Duchamp a expus o sculptură care înfățișa un urinal. Ideea lui era să-i facă pe oameni să privească acest urinal ca și cum ar fi o operă de artă doar pentru că așa afirmă artistul.    El a spus despre creația sa că este un obiect „ ready-made ”, adică de-a gata făcut.  Fountain (Fântâna) este un urinal, semnat cu pseudonimul R. Mutt, care a șocat lumea artei în 1917  Aceasta, precum și celelalte lucrări ale lui Duchamp sunt în general încadrate în curentul Dada. Duchamp poate fi privit ca un precursor al artei conceptuale. Unii critici ezită să-l numească pe Duchamp (a cărui obsesie pentru paradox este bine cunoscută) postmodernist, pe motiv că evită orice mediu specific în creațile sale, paradoxul neținând de mediu specific, deși a apărut la început în tablourile lui Manet. 
Dadaismul poate fi privit ca o diviziune a modernismului care, la fel ca și suprarealismul, futurismul și expresionismul abstract,  are predilecție pentru contestarea stilurilor și formelor consacrate. Din punct de vedere cronologic, dadaismul apare în perioada modernismului, însă unii experți consideră că a apărut ca o etapă premergătoare postmodernismului, în timp ce alții, precum Ihab Hassan și Steven Connor, consideră că este o posibilă etapă de tranziție de la modernism la postmodernism.  De exemplu, potrivit lui McEvilly, postmodernismul a apărut atunci când a fost clar că nimeni nu mai credea în mitul progresului, iar Duchamp a simțit acest lucru în 1914, când a trecut de la o practică modernistă la una postmodernistă, „renunțând la delectarea estetică, ambiția transcendentală și demonstrația turului de forță a agilității formale, în favoarea indiferenței estetice, a recunoașterii lumii obișnuite și a obiectului găsit sau ready-made (de-a gata făcut).” 

## Mișcări radicale în arta modernă
În principiu, curentul Pop Art și Minimalismul  au debutat ca și curente moderniste: schimbarea de paradigmă și scindarea filosofică dintre formalism și antiformalism, la începutul anilor '70, au făcut ca aceste mișcări să fie privite de unii drept artă precursoare sau artă postmodernă de tranziție. Alte curente moderne menționate ca influență pentru arta postmodernă sunt arta conceptuală și utilizarea tehnicilor precum asamblarea, montajul, bricolajul și aproprierea . 

### Jackson Pollock și expresionismul abstract
La sfârșitul anilor 1940 și începutul anilor 1950, abordarea radicală a picturii de către Pollock a revoluționat potențialul întregii arte contemporane care i-a urmat. Pollock și-a dat seama că procesul de realizare a unei opere de artă este la fel de important ca opera de artă în sine. Așa cum Pablo Picasso a inovat pictura și sculptura prin cubism și sculptura construită, pe la sfârșitul secolului, tot așa și Pollock a redefinit, la mijlocul secolului, crearea artei. Renunțarea lui Pollock la pictura pe șevalet și la convenționalitate a fost eliberatoare pentru artiștii contemporani și pentru cei care i-au urmat. Aceștia au realizat că metoda lui Pollock, care consta în a lucra pe podea, folosind pânză brută, neîntinsă, utilizând materiale artistice, materiale industriale, imagini, non-imagini, aruncând frânturi liniare de vopsea, aruncând stropi, desenând, colorând, periind, a împins procesul de creare a artei dincolo de granițele prestabilite. Expresionismul abstract a înmulțit și a dezvoltat definițiile și posibilitățile pe care artiștii le-au avut la dispoziție pentru crearea de noi opere de artă. Într-un fel, inovațiile lui Jackson Pollock, Willem de Kooning, Franz Kline, Mark Rothko, Philip Guston, Hans Hofmann, Clyfford Still, Barnett Newman, Ad Reinhardt și ale altora, au deschis calea către o gamă diversificată de opere de artă. 

### Postexpresionism abstract
În pictura abstractă din anii 1950 și 1960 au apărut multe direcții noi, cum ar fi pictura abstractă cu delimitare precisă între culori (hard-edge painting) și alte forme de abstracție geometrică, cum ar fi cele întâlnite în lucrările lui Frank Stella, create ca reacție împotriva subiectivismului expresionismului abstract care începuse să apară în studiourile artiștilor și în cercurile de artiștilor  avangardiști extremiști. Clement Greenberg a devenit vocea abstracției post-pictorești, fiind curator pentru o expoziție importantă de pictură, care a mers în turnee la muzee importante de artă din Statele Unite în anul 1964. Pictura "câmpuri colorate", pictura "hard-edge" și abstracția lirică  au apărut ca direcții radicale noi. 
La sfârșitul anilor 1960, au apărut, prin intermediul abstracției lirice și mișcării postminimaliste, concepte și mișcări revoluționare precum Postminimalismul, Arta de Proces și Arte Povera ,   care s-au manifestat în pictură, în sculptură și în arta conceptuală timpurie . Arta de proces, inspirată de Pollock, le-a permis artiștilor să experimenteze și să utilizeze o gamă largă de stiluri, conținuturi, materiale, amplasări, percepție a timpului și spațiului plastic și real. Nancy Graves, Ronald Davis, Howard Hodgkin, Larry Poons, Jannis Kounellis, Brice Marden, Bruce Nauman, Richard Tuttle, Alan Saret, Walter Darby Bannard, Lynda Benglis, Dan Christensen, Larry Zox, Ronnie Landfield, Eva Hesse, Keith Sonnier, Richard Serra, Sam Gilliam, Mario Merz, Peter Reginato, Lee Lozano, au fost câțiva dintre tinerii artiști care s-au dezvoltat în perioada modernismului târziu și care au contribuit la înflorirea artei de la sfârșitul anilor 1960. 

### Arta performance și happening-ul
La sfârșitul anilor 1950 și 1960, artiști cu pasiuni diverse au început să împingă granițele artei contemporane. Yves Klein din Franța și Carolee Schneemann, Yayoi Kusama, Charlotte Moorman și Yoko Ono din New York au fost pionierii spectacolelor artistice interpretative. Grupuri precum The Living Theatre, alcătuit din Julian Beck și Judith Malina, au colaborat cu sculptori și pictori în vederea creării ambianței pentru spectacol; au schimbat radical relația dintre public și interpret, în special în piesa lor Paradise Now .   Teatrul de dans Judson, amplasat lângă Biserica Judson Memorial, New York, și dansatorii Judson, în special Yvonne Rainer, Trisha Brown, Elaine Summers, Sally Gross, Simonne Forti, Deborah Hay, Lucinda Childs, Steve Paxton și alții, au colaborat cu artiștii Robert Morris, Robert Whitman, John Cage, Robert Rauschenberg și ingineri precum Billy Klüver .  Aceste spectacole au fost deseori concepute ca expresie a unei noi forme de artă, combinând sculptura, dansul și muzica sau sunetul, implicând adesea și publicului. Filozofiile simpliste ale minimalismului, improvizația spontană și expresivitatea expresionismului abstract sunt elemente caracteristice artei interpretative. 
De la sfârșitul anilor 1950 până la mijlocul anilor 1960, diverși artiști avangardiști au contribuit la crearea modalității artistice Happening. Happening-urile erau adunări misterioase și deseori spontane ale artiștilor cu prietenii și rudele lor, în diverse locații specificate. Acestea presupuneau adesea exerciții de absurditate, exerciții fizice, costume, nuditate spontană și diverse acte aleatorii și aparent incoerente. Allan Kaprow, Joseph Beuys, Nam June Paik, Wolf Vostell, Claes Oldenburg, Jim Dine, Red Grooms și Robert Whitman, alături de mulți alții, au fost principalii creatori ai mișcării Happening. 

### Arta "assemblage" sau colajul
Apariția articolelor confecționate prin îmbinarea materialelor aflate la îndemâna artistului este legată de expresionismul abstract și se îndepărtează de convențiile anterioare din pictură și sculptură. Această tendință a artei este exemplificată în lucrările lui Robert Rauschenberg, ale cărui „combinații artistice” din anii 1950 au fost precursoarele Pop Art-ului și cea a Instalației și pentru realizarea cărora s-au asamblat obiecte fizice mari, inclusiv animale împăiate, păsări și fotografii comerciale.     
Leo Steinberg folosește termenul de postmodernism în 1969 pentru a descrie planul picturii „din îmbinări de imagini”, întâlnit în lucrările lui Rauschenberg, care era alcătuit dintr-o serie de imagini culturale și artefacte care nu fuseseră compatibile cu câmpul pictural al picturii premoderniste și moderniste.  Craig Owens merge mai departe, spunând că  semnificația lucrărilor lui Rauschenberg nu este aceea de reprezentare a „trecerii de la natură la cultură”, cum susținea Steinberg, ci aceea de demonstrare a imposibilității de a accepta opoziția lor. 
Steven Best și Douglas Kellner îi încadrează pe Rauschenberg și pe Jasper Johns în perioada de tranziție de la modernism la postmodernism, influențată de Marcel Duchamp. Acești artiști au folosit în lucrările lor imagini ale unor obiecte banale, de uz comun sau chiar obiectele în sine, păstrând abstractizarea și tehnicile pictorilor din modernismul înalt. 
Anselm Kiefer este un alt artist care folosește elemente de asamblare în lucrări, acesta înfățișând într-un tablou prora unei bărci de pescuit. 

### Pop Art
Lawrence Alloway a folosit termenul „Pop art” pentru a descrie picturile care omagiază consumerismul de după  Al Doilea Război Mondial. Această mișcare a respins expresionismul abstract și preocuparea acestuia față de lăuntrul hermeneutic și psihologic, în favoarea artei care a înfățișat și omagiat adesea cultura materială, publicitatea și iconografia epocii producției de masă. Lucrările timpurii ale lui David Hockney și cele ale lui Richard Hamilton, John McHale și Eduardo Paolozzi sunt considerate exemple seminale ale acestei mișcări. Exemplele americane ulterioare includ cea mai mare parte a carierei lui Andy Warhol și cea a lui Roy Lichtenstein, care a utilizat puncte Benday, o tehnică folosită în multiplicarea reclamelor. Există o legătură clară între lucrările radicale ale lui Duchamp, rebelul dadaist cu simțul umorului, și cele ale artiștilor mișcării Pop Art precum Claes Oldenburg, Andy Warhol, Roy Lichtenstein și alții. 
Thomas McEvilly, dând dreptate lui Dave Hickey, spune că postmodernismul american în artele vizuale a început cu primele expoziții de Pop Art în 1962, „deși au trecut aproximativ douăzeci de ani până când postmodernismul a căpătat o poziție dominantă în artele vizuale”.  Fredric Jameson consideră, de asemenea, că Pop Art este o mișcare postmodernă. 
Motivul pentru care Pop Art este o artă postmodernă este acela că descompune ceea ce Andreas Huyssen numește „Marea diviziune ” dintre arta înaltă și cultura populară.  Postmodernismul rezultă dintr-un „refuz al generațiilor de a avea certitudini cu privire la modernismul înalt”. 

### Fluxus
Fluxus a fost numit și creat în mare parte în 1962 de George Maciunas (1931–1978), un artist american, originar din Lituania. Fluxus își are începuturile în clasele de compoziție experimentală organizate de John Cage, din 1957 până în 1959, la New School for Social Research din New York. Mulți dintre studenții săi erau artiști care lucrau în alte medii și care aveau foarte puțină pregătire muzicală sau deloc. Printre studenții lui Cage erau și membrii fondatori ai  Fluxusului, Jackson Mac Low, Al Hansen, George Brecht și Dick Higgins. În 1962, în Germania, Fluxus a început cu: FLUXUS Internationale Festspiele Neuester Musik din Wiesbaden cu, George Maciunas, Joseph Beuys, Wolf Vostell, Nam June Paik și alții. Și în 1963 cu: Festum Fluxorum Fluxus din Düsseldorf cu George Maciunas, Wolf Vostell, Joseph Beuys, Dick Higgins, Nam June Paik, Ben Patterson, Emmett Williams și alții.     
Fluxus a încurajat o estetică „do it yourself” și a valorizat simplitatea în detrimentul complexității. Ca și Dada, Fluxus a fost un val puternic împotriva comercialismului și împotriva sensibilității artei, care a disprețuit lumea artei convenționale condusă de cerințele pieței, fiind în favoarea unei practici creative centrate pe artiști. Artiștii Fluxus au ales să lucreze cu orice material avut la îndemână, fie creând individual lucrarea, fie colaborând în procesul de creație cu colegii lor. 
Fluxus poate fi considerat ca făcând parte din faza de început a postmodernismului, alături de Rauschenberg, Johns, Warhol și Internaționala Situaționistă .  Andreas Huyssen critică încercările de a înscrie Fluxus-ul în postmodernism cu titlu „ori de codul principal al postmodernismului, ori în ultimă instanță, de mișcare de artă neprezentabilă, ca și cum ar fi fost întruchiparea unui curent sublim al postmodernismului ”. Huyssen consideră Fluxusul drept un fenomen neo-dadaist major în cadrul tradiției avangardiste. Acest curent nu a înregistrat un progres semnificativ în dezvoltarea strategiilor artistice, deși a manifestat o rebeliune împotriva „culturii impuse din anii 1950, în care un modernism moderat, „domesticit”, a servit ca sprijin ideologic pentru Războiul Rece ”. 

### Minimalism

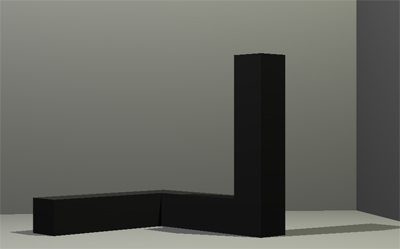
Tony Smith, Free Ride, 1962, 6’8 x 6’8 x 6’8 (înălțimea unei deschideri standard a ușilor din SUA), Muzeul de Artă Modernă, New York

Minimalismul este o mișcare abstractă care a apărut în artă la începutul anilor 1960 (având rădăcini în abstracția geometrică prin Malevich, Bauhaus și Mondrian ) și care a respins ideea picturii relaționale și subiective, complexitatea suprafețelor expresioniste abstracte și a zeitgeistului emoțional și polemic prezent în domeniul abstracției gestuale (Action painting). Minimalismul susține că prin simplitatea extremă s-ar putea ajunge la reprezentarea sublimă pe care o cere arta. Asociat cu pictori precum Frank Stella, minimalismul în pictură, spre deosebire de cel din alte domenii, este o mișcare modernistă și, în funcție de context, poate fi considerat un precursor al mișcării postmoderne. 
Hal Foster, în eseul său The Crux of Minimalism, examinează măsura în care Donald Judd și Robert Morris recunosc și depășesc modernismul Greenberg în definițiile date de ei minimalismului.  El susține că minimalismul nu este un „punct mort” al modernismului, ci o „trecere a paradigmei la practicile postmoderne care continuă să fie elaborate astăzi”. 

### Postminimalism

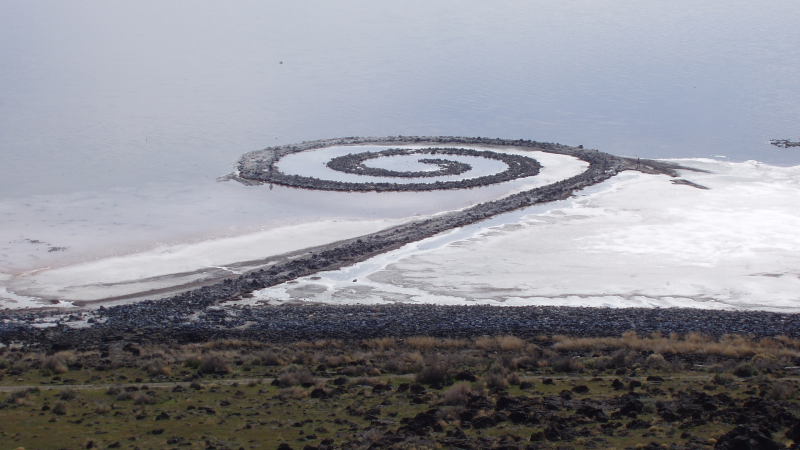
Robert Smithson, "Spiral Jetty", la mijlocul lunii aprilie, 2005. A fost creat în 1970.

Robert Pincus-Witten a inventat termenul „postminimalism” în 1977 pentru a descrie arta derivată din minimalism, care avea conținut și aspecte contextuale respinse de minimalism. Termenul s-a folosit cu acest sens în perioada 1966 - 1976 și s-a aplicat lucrărilor lui Eva Hesse, Keith Sonnier, Richard Serra și lucrărilor noi ale foștilor minimalisti Robert Smithson, Robert Morris, Sol LeWitt, Barry Le Va și alții. Alți termeni care descriu lucrările postminimalismului sunt artă de proces și artă anti-formă, referitori la spațiul pe care îl ocupă o lucrare și procesul prin care este realizată. 
Rosalind Krauss susține că artiști din 1968 precum Morris, LeWitt, Smithson și Serra „au intrat într-o situație ale cărei condiții logice nu mai pot fi descrise ca fiind moderniste”.  Extinderea categoriei de sculptură pentru a include land art-ul și arhitectura, „a determinat trecerea la postmodernism”. 
Minimaliști precum Donald Judd, Dan Flavin, Carl Andre, Agnes Martin, John McCracken și alții au continuat să producă, pentru tot restul carierei lor, picturi și sculpturi care se înscriu în modernismul târziu . 

## Curente în arta postmodernă

### Arta conceptuală

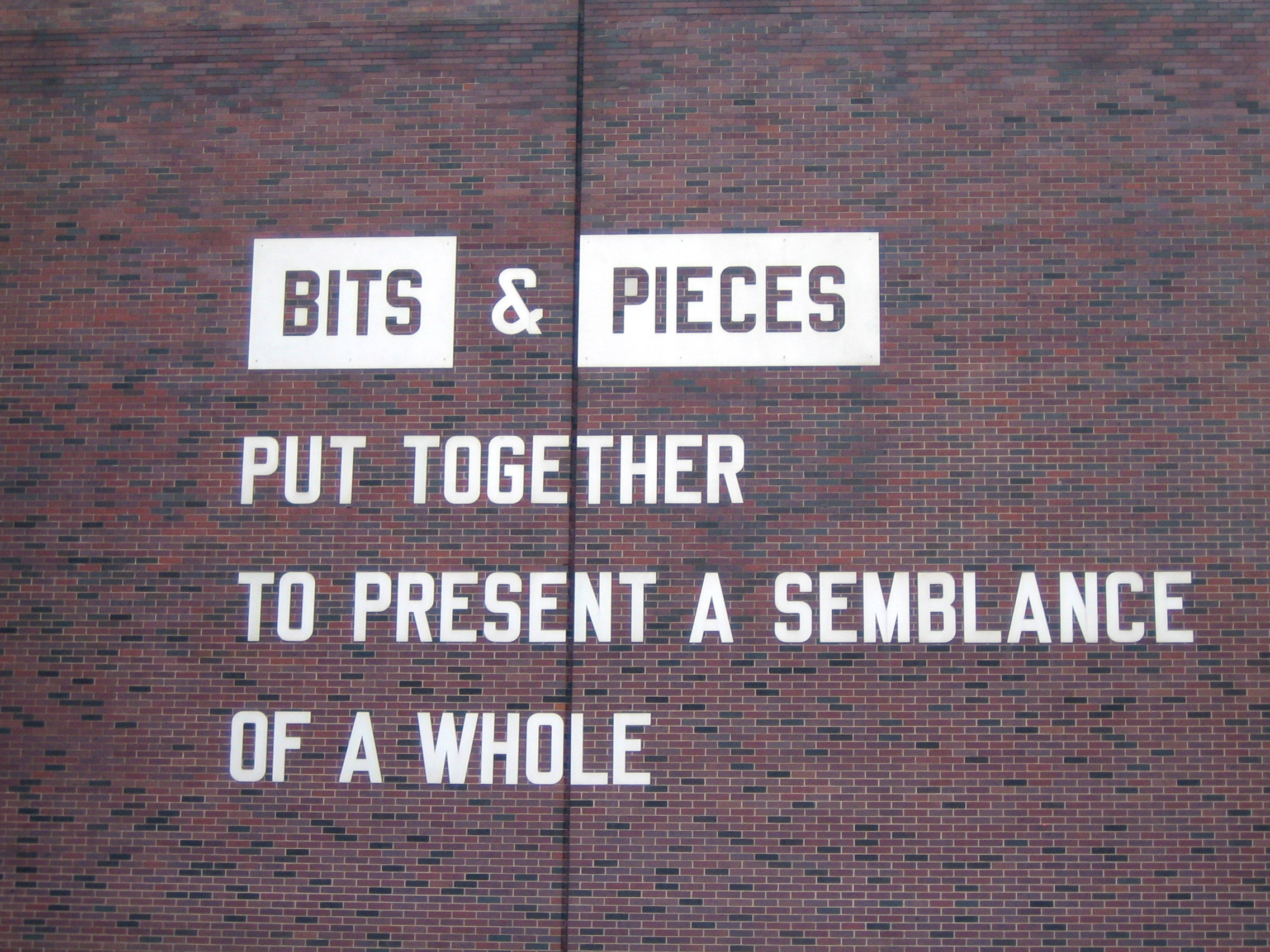
Lawrence Weiner, Părți & Părticele puse laolaltă pentru a părea un întreg, The Walker Art Center, Minneapolis, 2005.

Arta conceptuală este uneori etichetată ca postmodernă deoarece este implicată în mod expres în deconstrucția a ceea ce face o operă de artă să fie „artă”. Aceasta stârnește o anumită controversă deoarece este deseori concepută pentru a confrunta, a jigni sau a ataca concepțiile privitorului.  
Printre precursorii artei conceptuale se numără Duchamp cu opera „John Cage ’s 4 ’33”, în care „sunetele mediului ambiant pe care ascultătorii le aud în timpul interpretării” sunt considerate muzică și Rauschenberg cu „Erased De Kooning Drawing”. Multe lucrări conceptuale sugerează că arta este creată de către privitorul care etichetează ca artă un obiect sau o interpretare, nu de calitățile intrinseci ale lucrării în sine. Astfel, se poate spune că Fântâna este o sculptură pentru că a fost expusă. 

### Instalația (de artă)
O serie importantă de curente artistice, descrise constant ca postmoderne, implicau instalația și crearea de artefacte de natură conceptuală. Un exemplu în acest sens sunt lucrările lui Jenny Holzer, care folosește dispozitive de artă pentru a proiecta, pe diverse suprafețe, mesaje specifice cum ar fi „Protejează-mă de ceea ce vreau”. Instalația (de artă) a jucat un rol important în determinarea spațiilor selectate pentru a deveni muzee de artă contemporană care să găzduiască lucrări mari, compuse din vaste colaje de obiecte fabricate și de obiecte găsite. Aceste instalații și colaje sunt deseori electrificate, având piese și lumini în mișcare. 
Ele sunt deseori proiectate pentru a crea un efect ambiental, cum este cazul lucrărilor Cortina de fier a lui Christo și Jeanne-Claude , Zidul din 240 de barili de ulei, blocarea străzii Visconti, din Paris, în iunie 1962, care a reprezentat o replică poetică la construirea Zidului Berlinului în 1961. 

### Artă lowbrow
Lowbrow este un curent artistic populist, foarte răspândit, cu origini în lumea clandestină a comicsului, în muzica punk, în cultura de stradă hot-rod și în alte subculturi din California. Este cunoscut adesea și sub numele de suprarealism pop. Arta Lowbrow pune în evidențiază o temă centrală a postmodernismului, prin faptul că distincția dintre arta înaltă și arta de masă este eliminată. 

### Arta digitală

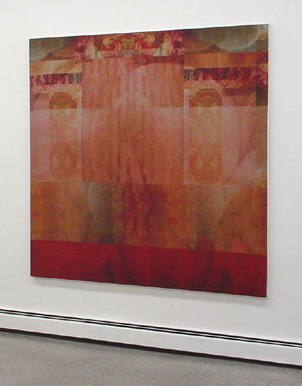
Joseph Nechvatal: Nașterea viractualului, 2001, realizată pe pânză acrilică cu ajutorul tehnologiei digitale

Arta digitală este un termen general, utilizat pentru a descrie o serie de lucrări și practici artistice care folosesc tehnologia digitală ca parte esențială a procesului creativ și/ sau de prezentare. Tehnologia digitală a avut impact transformator asupra unor activități precum  pictură, desen, sculptură și muzică / artă sonoră, ducând la apariția unor noi practici artistice precum net art, instalația digitală și realitatea virtuală. 
Printre teoreticienii și istoricii de seamă în acest domeniu se numără și Christiane Paul, Frank Popper, Christine Buci-Glucksmann, Dominique Moulon, Robert C. Morgan, Roy Ascott, Catherine Perret, Margot Lovejoy, Edmond Couchot, Fred Forest și Edward A. Shanken. 

### Intermedia și multi-media

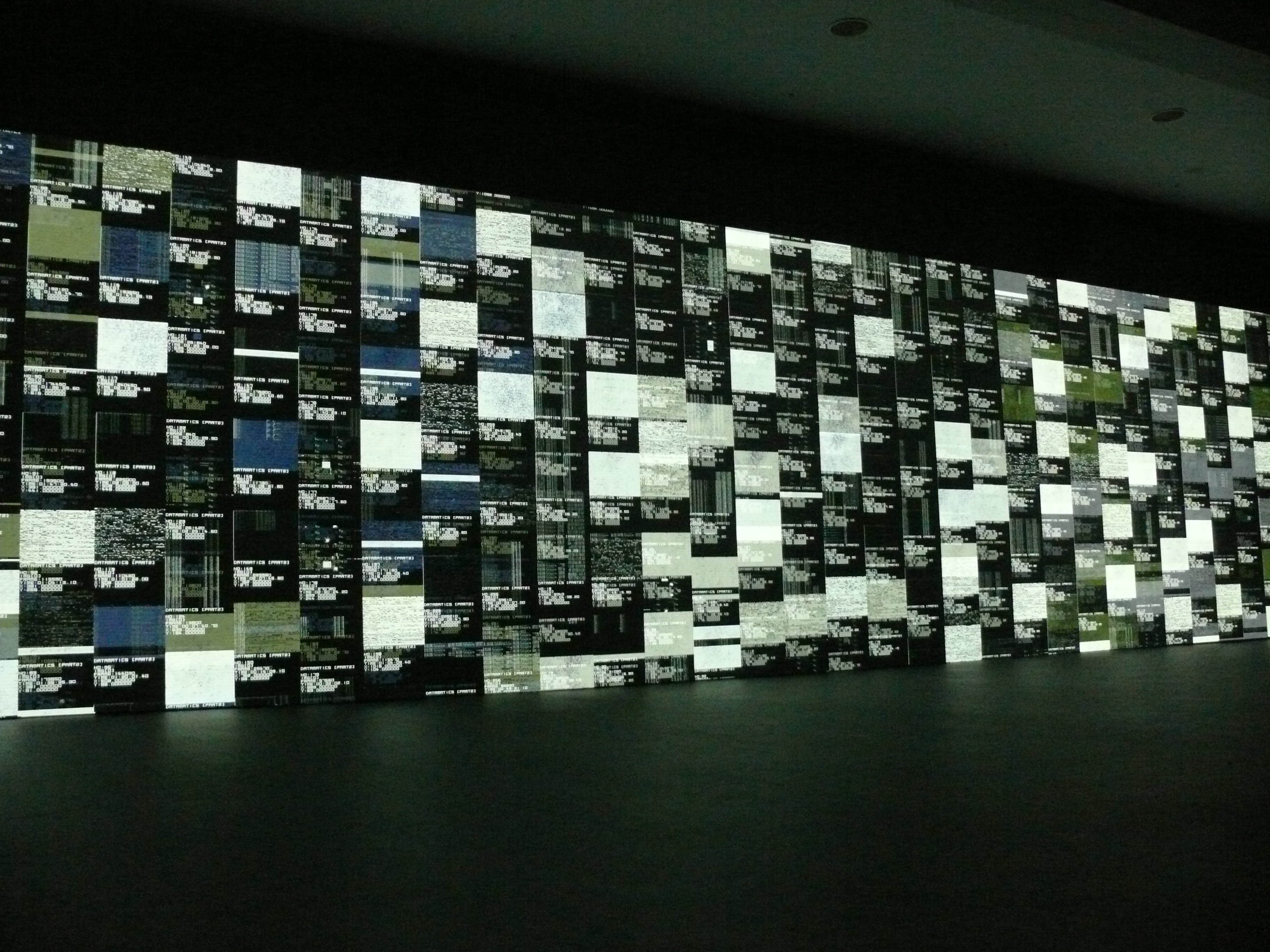
„Data. Tron” [Versiunea îmbunătățită 8K] de Ryoji Ikeda, la festivalul transmediale, ediția a 10-a.

O altă tendință în artă, care a fost asociată cu termenul de postmodernism, o constituie folosirea laolaltă a unor mijloace media diferite. Intermedia este un termen inventat de Dick Higgins, referitor la noi forme de artă apărute odată cu Fluxus, Poezia concretă, Obiectele găsite, Arta performantă (sau arta spectaculolului) și Arta computerizată. Higgins a fost editorul „ Something Else Press”, creator de poezie concretă, căsătorit cu artista Alison Knowles și un admirator al lui Marcel Duchamp. Ihab Hassan include în lista sa de caracteristici ale artei postmoderne „intermedia, fuziunea formelor, confuzia tărâmurilor”.  Una dintre cele mai frecvente forme de „artă multi-media”, denumită Video art, constă în utilizarea casetelor video și monitoarelor CRT. Cu toate că teoria combinării mai multor frome de exprimare artistică într-una singură este destul de veche și este actualizată periodic, iar manifestarea postmodernă este adesea în combinație cu arta performantă, în care subtextul dramatic este eliminat, rămânând doar afirmațiile specifice artistului sau enunțul conceptual al acțiunii sale. Conceptia lui Higgin despre Intermedia este formulată pe baza amplorii pe care a căpătat-o practica digitală multimedia, de tipul realității virtuale imersive, artei digitale și artei computerizate. 

### Arta Telematică
Arta telematică este un termen care desemnează  proiectele de artă care utilizează drept resurse rețelele de telecomunicații mediate de computer. Aceasta contestă relația tradițională dintre participanții activi la experiența vizualizării și obiectele de artă pasivă, creând contexte comportamentale interactive pentru întâlniri estetice îndepărtate. Roy Ascott consideră că arta telematică transformă privitorul într-un participant activ, care asistă de la început până la sfârșit la crearea operei de artă. Ascott a fost cel care a pus bazele teoriei și practicii artei telematice, începând din 1978, când a intrat online pentru prima dată și a organizat diferite proiecte colaborative în mediul virtual. 

### Artă de apropriere și artă neo-conceptuală
Craig Owens identifică, în eseul său din 1980 intitulat The Allegorical Impulse: Toward a Theory of Postmodernism, reapariția unui impuls alegoric ca fiind o caracteristică a artei postmoderne. Acest impuls poate fi văzut în arta de apropriere a artiștilor precum Sherrie Levine și Robert Longo deoarece „Imaginile alegorice sunt imagini însușite”.  Arta de apropriere demitizează noțiunile moderniste de geniu și originalitate artistică și, spre deosebire de arta modernă, este ambivalentă și contradictorie, propunând și, în același timp, răsturnând ideologii și „fiind atât criticantă, cât și complice”. 

### Neoexpresionismul și pictura
Revenirea la formele de artă tradiționale de sculptură și pictură, la sfârșitul anilor 1970 și începutul anilor 1980, observată în activitatea artiștilor neo-expresioniști precum Georg Baselitz și Julian Schnabel, a fost descrisă ca o tendință postmodernă  și una dintre primiele mișcări coerente apărute în epoca postmodernă.  Legăturile sale puternice cu piața de artă au ridicat totuși întrebări atât cu privire la statutul său de curent postmodernist, cât și despre definiția postmodernismului în sine. Hal Foster afirmă că neoexpresionismul a fost mână în mână cu politica culturală conservatoare din epoca Reagan-Bush din SUA.  Félix Guattari nu ia în considerare „marile operațiuni promoționale poreclite neoexpresionismul din Germania” (un exemplu de „moft care se menține prin intermediul publicității”) pe care el le consideră o modalitate mult prea superficială „de a demonstra că postmodernismul nu este altceva decât ultima zvâcnire a modernismului.”  Aceste critici ale neoexpresionismului dezvăluie faptul că banii și relațiile publice au susținut într-adevăr credibilitatea artei contemporane mondiale în America în aceeași perioadă în care artistele conceptuale și tehnicile artistelor, incluzându-le pe cele ale pictorițelor și teoreticienelor feministe precum Griselda Pollock,   schimbau sistematic ideea de artă modernă.    Brian Massumi susține că Deleuze și Guattari deschid orizontul noilor definiții ale Frumuseții în arta postmodernă.  Pentru Jean-François Lyotard, pictura artiștilor Valerio Adami, Daniel Buren, Marcel Duchamp, Bracha Ettinger și Barnett Newman, după avangardă și pictura lui Paul Cézanne și Wassily Kandinsky, a fost vehiculul pentru noi idei ale sublimului în arta contemporană.  

### Critica instituțională
Criticile referitoare la instituțiile de artă (în principal muzee și galerii) se găsesc în lucrări precum cea a lui Michael Asher, Marcel Broodthaers, Daniel Buren și Hans Haacke . 

## Legături externe
- Materiale media legate de Artă postmodernă la Wikimedia Commons